# Рязанський нафтопереробний завод
Рязанський нафтопереробний завод (також Рязанська нафтопереробна компанія — РНПК, РНПЗ, НПЗ) — нафтопереробний завод розташований у місті Рязань. Керівна компанія — АТ «Рязанська нафтопереробна компанія» (АТ «РНПК»). Станом на 2018 рік НПЗ перебуває під контролем НК «Роснафта». Основна частина продуктів нафтопереробки експортується.

## Огляд
Заявлений максимально можливий обсяг обробки НПЗ: 17-18 мільйонів тонн нафти на рік. Обробка нафти відбувається в основному методом каталітичного крекінгу та вісбрекінгу. У 2015 та 2016 році обсяг обробки склав 16 та 15,35 млн тонн відповідно. Згідно із заявою на сайті Роснафти, на підприємстві ведеться модернізація установок.

## Історія
НПЗ введено в експлуатацію в жовтні 1960. У 1963 році заводом для власних потреб було запущено трамвайну систему, що зв'язала завод з районом «Міський Гай».
2 серпня 1974 року указом Президії Верховної Ради СРСР робітники та інженерно-технічні працівники установки каталітичного крекінгу Рязанського нафтопереробного заводу імені 50-річчя СРСР нагороджені орденами та медалями СРСР «за досягнення високих техніко-економічних показників у роботі та дострокове виконання прийнятих на 1974 рік соціалістичних зобов'язань»..
До приватизації та реструктуризації ЗАТ «Рязанський трамвай» було одним із підрозділів Рязанського НПЗ.
У 1993 році завод був приватизований, за два роки увійшов до складу ТНК. У 2002 році Рязанський НПЗ реструктуровано у ЗАТ «Рязанська нафтопереробна компанія». З 2003 — у складі ТНК-BP, з 2013 під контролем «Роснафти».

## Робочі умови
2020 року організація потрапила до списку сумнівних вахтових роботодавців.

## Російське вторгнення в Україну
В ніч на 13 березня 2024 року підприємство було атаковане українськими БпЛА.
В ніч на 1 травня 2024 року підприємство було атаковане українськими БпЛА.
В ніч на 24 січня 2025 року підприємство було атаковано українськими БпЛА.
Після атаки БпЛА, яка відбулася наприкінці липня 2025 року, Рязанський нафтопереробний завод змушений з 2 серпня 2025 року зупинити близько половини своїх виробничих потужностей. Внаслідок ударів БпЛА виведено з експлуатації два основних первинних нафтопереробних агрегати — ХДС-3 та ХДС-4 — потужністю відповідно 8600 та 11 400 тонн на добу. Наразі підприємство продовжує роботу лише на установці ХДС-6, яка здатна переробляти до 23 200 тонн нафти на добу, що складає приблизно 48 % від загального обсягу переробки заводу.

## Галерея

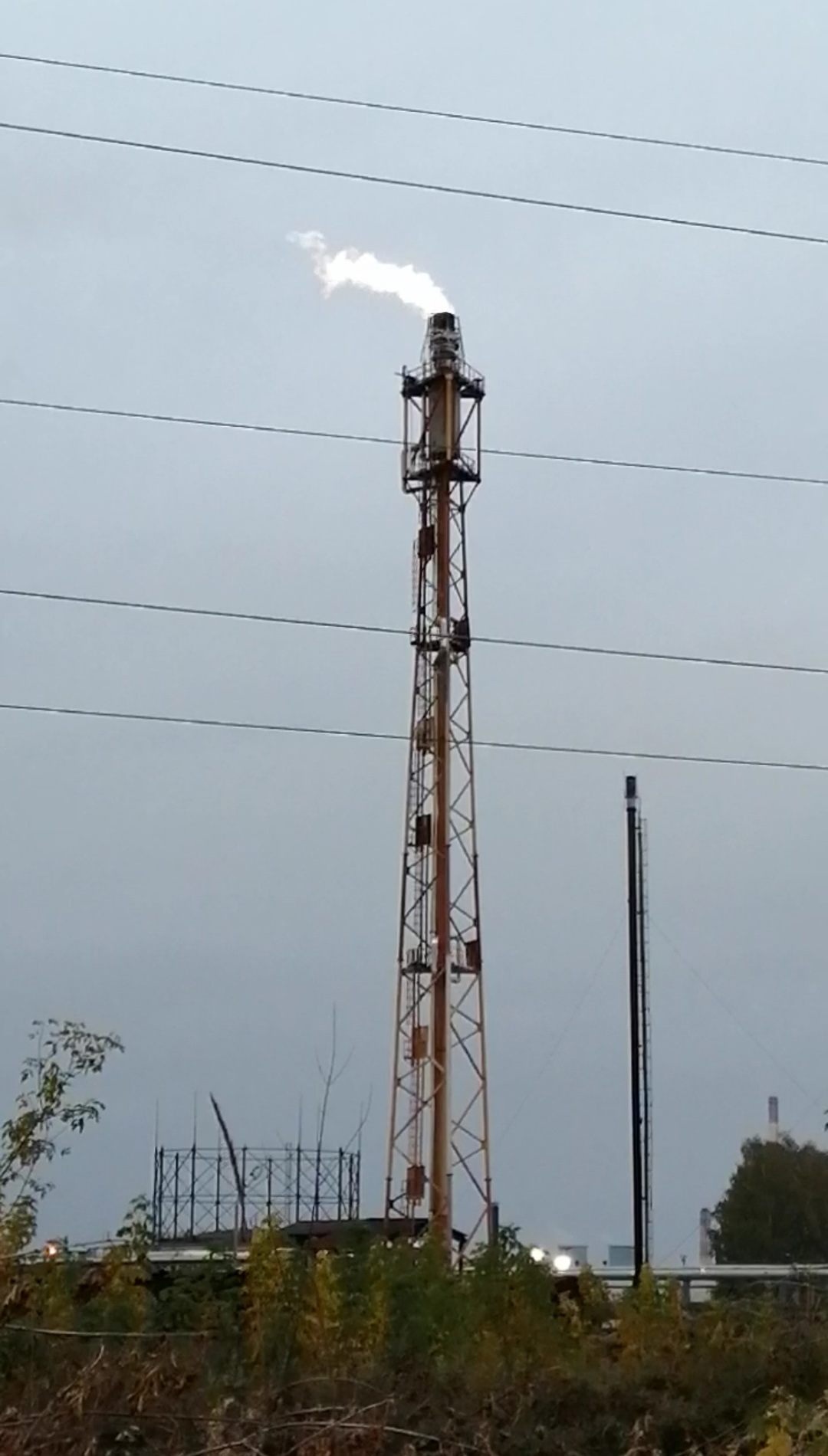
Один із трьох газових смолоскипів Рязанського НПЗ
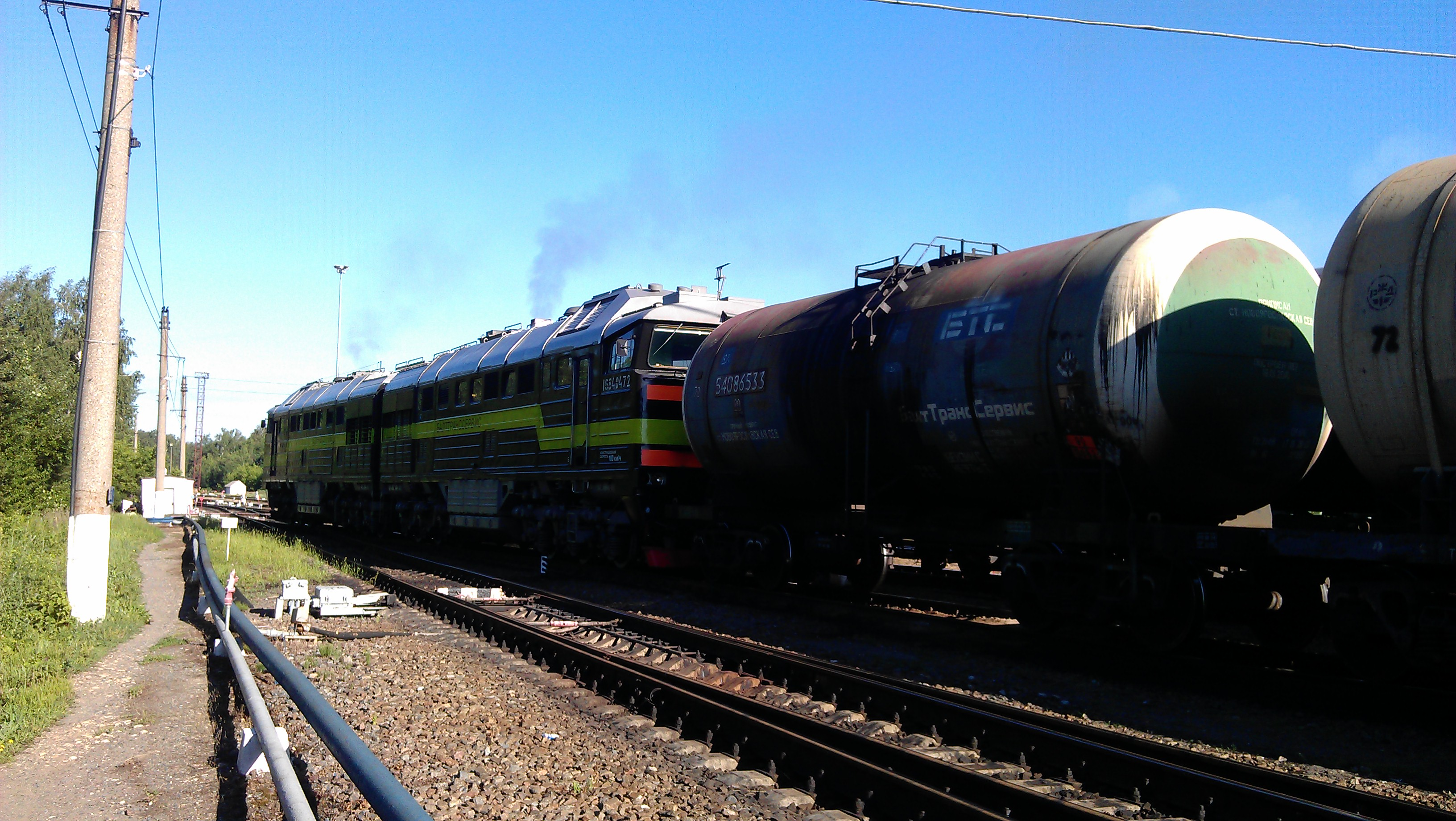
Група цистерн з нафтопродуктами на станції Стенькіно II (технічна вантажна станція Рязанського НПЗ)